# Vsё rešaet mgnovenie
Vsё rešaet mgnovenie (Всё решает мгновение) è un film del 1978 diretto da Viktor Aleksandrovič Sadovskij.

## Trama
L'eroina del film ha un talento unico come nuotatrice, che la aiuta a mostrare un tempo record nell'allenamento nella sua piscina "nativa" abbastanza facilmente. Ma nelle gare con tribune affollate, la ragazza non riesce a superare la barriera della paura.